# 火中の栗

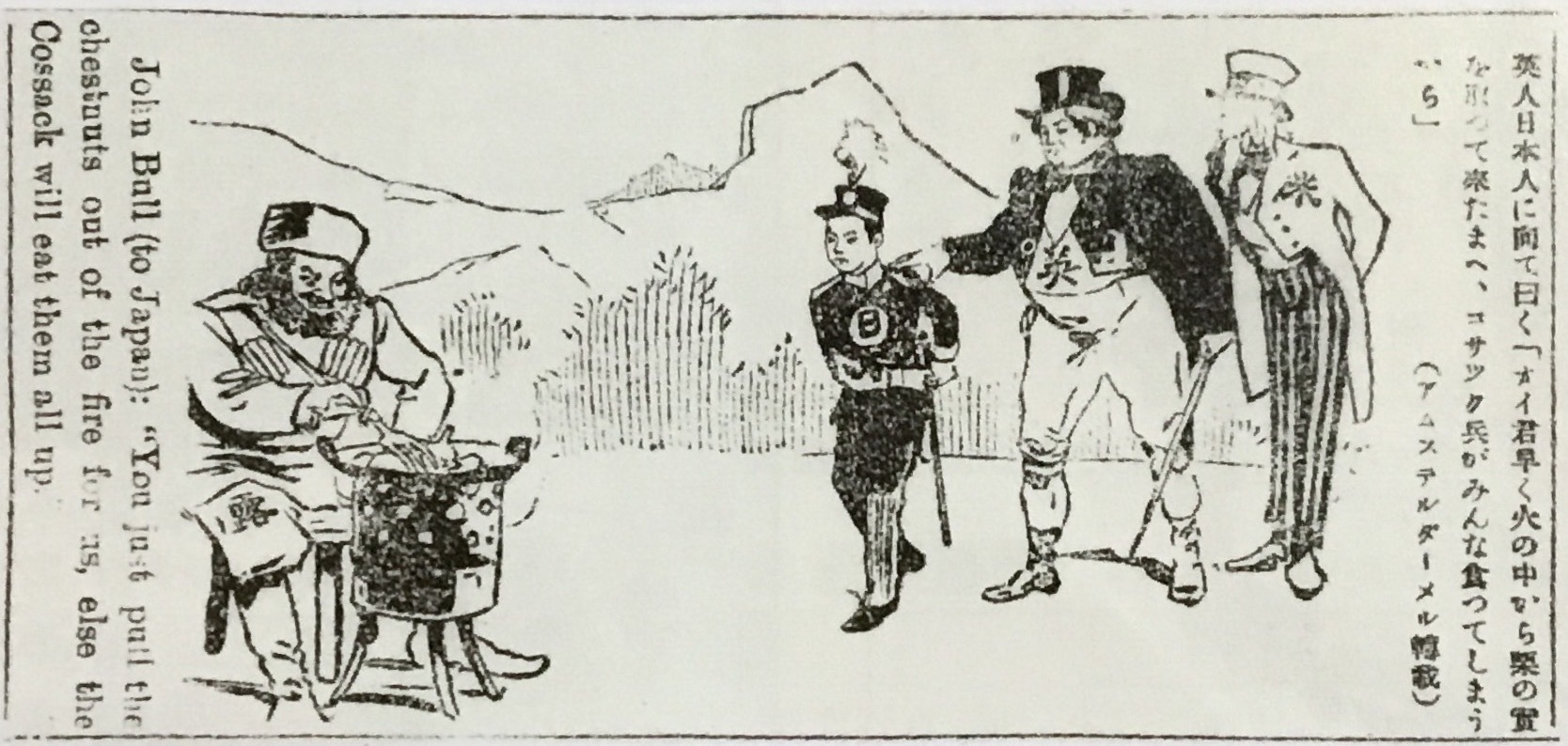

火中の栗（かちゅうのくり）は、ヨハン・ブラーケンシークによる絵画作品。

## 概要
ロシアが焼いている栗を、イギリスが指を指して日本に取りに行くようにけしかけ、日本は刀に手をかけているという構図の風刺画。1903年10月13日の中央新聞に掲載されていた。元々はこの風刺画はオランダの新聞に掲載されていたのだが、それをイギリスの報道機関が使い、それを日本の中央新聞の記者が知って転載した。イギリスが日本に取りに生かせようとしていた栗というのは、当時の大韓帝国であった。この風刺画は日英同盟の風刺画であり、当時の日英の関係性が表現されていた。当時のイギリスというのは世界各地を植民地支配するための戦争を行っており、極東では日本の軍事力を利用しようとしていたということが描かれていた。栗は中国という解説もある。イギリスとアメリカが奪いたいと思っていたのだが、ロシアと揉め事を起こしたくないと思っていたために日本をそそのかしてロシアに送ろうとしていて、当時の日本はイギリスとアメリカの協力を得たいと思っていたために、そそのかされてロシアの元に向かっていたのであった。日本がロシアに向かって行った際に米英は利害が一致していたものの、傍観して黙認しているという様であった。